# 杜倉
杜 倉（と そう、生没年不詳）は、中国戦国時代の秦の政治家で相邦を務めた。『史記』では彼に対する記載はなく、『韓非子』の存韓篇でその行動が記録されている。それによると、五国合従軍の攻撃に報復するため、軍を発し楚を攻撃したとされ、呂不韋の後の相邦だったと考えられている。